# Подхорёнок
Подхорёнок — река в Хабаровском крае России. Название Подхорёнок произошло от названия реки Хор, протекающей в нескольких километрах севернее. Длина — 112 км. Площадь водосборного бассейна — 2810 км².
Река образуется слиянием рек Правый Подхорёнок (длина 34 км) и Левый Подхорёнок (длина 29 км). Течёт в северо-западном направлении и в двух километрах ниже села Кукелево Вяземского района Хабаровского края впадает в реку Уссури справа в 72 км от её устья.
Основные притоки: Пихта (пр.-бер., 107-км, длина 21 км), Гольда (пр.-бер., 44-й км, длина 65 км), Пашино (лев.-бер., 15-км, длина 24 км).
Русло от начала реки до бывшего села Ярославка характеризуется слабой извилистостью, ширина реки здесь 10—20 м, глубина — до 1 м, скорость течения — 1—1,2 м/с, на равнине ширина потока — 25—40 м, глубина — до 1,5—1,8 м, течение замедляется до 0,4—0,5 м/с.
Вскрытие реки происходит в середине апреля. В летнее время часты паводки, вызываемые интенсивными продолжительными дождями.
Населённые пункты у реки:
- Шумный (в верховьях Левого Подхорёнка),
- Медвежий (на реке Правый Подхорёнок),
- Капитоновка (до левого берега Подхорёнка около 8 км),
- пос. Дормидонтовка.

В нижнем течении по середине реки Подхорёнок проходит административная граница между Вяземским районом и районом имени Лазо.